# Dorfkirche Rettwitz

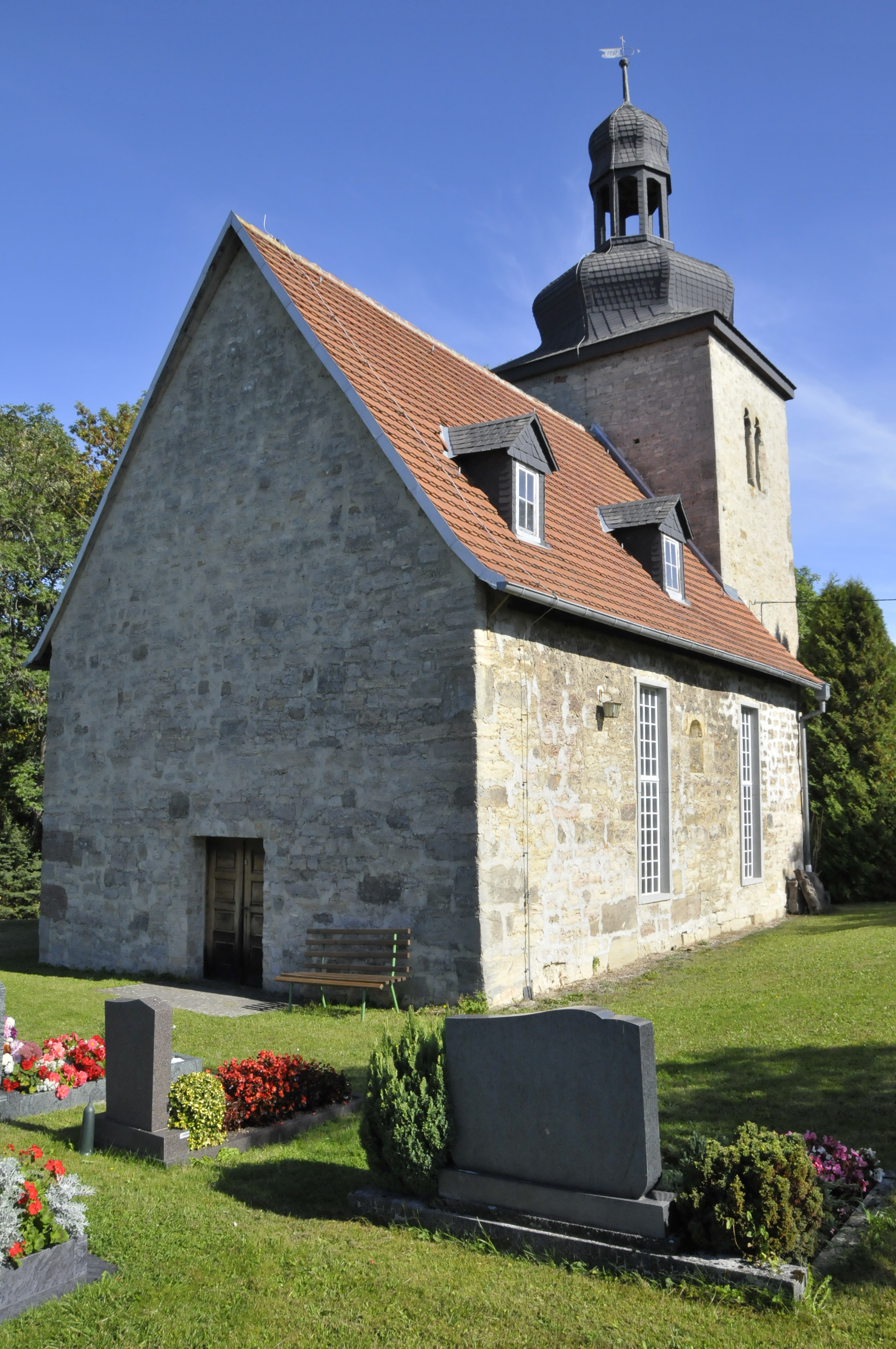
Die Kirche 2011

Die evangelische Dorfkirche Rettwitz im Ortsteil Rettwitz der Stadt Blankenhain im Landkreis Weimarer Land in Thüringen befindet sich mitten im mauerumfriedeten Gottesacker im Norden des Ortes.

## Geschichte
Der weithin sichtbare Kirchturm gilt als einer der sehr alten Chorkirchtürme ab 1200–1250.
Die Kirche wurde nach der politischen Wende im Zuge der Generalsanierung mit gepolsterten Stühlen und einer ebenerdigen Kanzel ausgestattet.
Die Orgel von Johann Friedrich Schulze ist bespielbar, aber reparaturbedürftig.